# Comperia clavata
Comperia clavata är en stekelart som beskrevs av Prinsloo och Annecke 1978. Comperia clavata ingår i släktet Comperia och familjen sköldlussteklar. Inga underarter finns listade i Catalogue of Life.